# 船津村 (三重県)
船津村（ふなつむら）は三重県北牟婁郡にあった村。現在の紀北町の南西部、紀勢本線・船津駅の周辺にあたる。

## 地理
- 山岳：高丸山、大河内山
- 河川：船津川、往古川、大河内川

## 歴史
- 1889年（明治22年）4月1日 - 町村制の施行により、船津村・中里村・上里村・河内村・馬瀬村の区域をもって発足。
- 1954年（昭和29年）8月1日 - 引本町・相賀町・桂城村と合併して海山町が発足。同日船津村廃止。

## 交通

### 鉄道路線
- 日本国有鉄道
  - 紀勢東線（現・紀勢本線）
    - 船津駅

### 道路
- 国道170号（現・国道42号）